# Kids in Glass Houses
Kids in Glass Houses est un groupe de rock alternatif britannique, originaire de la banlieue de Cardiff, au Pays de Galles. Son nom est inspiré d'un chant lyrique. Formé en 2003, il a sorti son quatrième album, Peace, le 30 septembre 2013 et s'est séparé en 2014.

## Biographie

### Débuts (2004–2007)
Leur nom s'inspire des paroles du morceaux Tip Your Bartender de Glassjaw : « not throwing stones at you anymore » (« je ne te jetterai plus de pierres ». À ses débuts, le groupe publie deux démos : The Things Bricks Say (When Your Back Is Turned)
et Trust Issues With Magicians en 2004 et 2005, respectivement. À la fin de l'année 2006, et au début de l'année 2007, le groupe joue aux côtés de Lostprophets, Hundred Reasons, Manic Street Preachers et Goo Goo Dolls. Ils partagent aussi la scène avec Funeral for a Friend et The Used durant la tournée du Taste of Chaos de 2005 à Cardiff. Ils jouent avec Funeral for a Friend pendant leur tournée.
Pendant la tournée Riot Tour 2008, ils jouent avec Paramore et New Found Glory, au cours duquel, le guitariste Iain Mahanty, est  connu pour rejoindre New Found Glory sur scène pour exécuter leur chanson, Hit or Miss. Le groupe est soutenu par les médias rock et dans une interview télévisée durant laquelle le chanteur Ian Watkins des Lostprophets fait valoir que des groupes relativement inconnus tels que Kids In Glass Houses sont beaucoup mieux que certains autres groupes. Kids in Glass Houses signent à Roadrunner Records le 8 décembre 2007, peu avant de monter sur scène pour soutenir Funeral for a Friend pendant leur tournée au Royaume-Uni.

### Smart Casual(2008)
Entre les mois d'octobre et décembre, le groupe enregistre son premier album à Long Wave Studios avec Romesh Dodangoda. Lors d'une séance en studio, le groupe enregistre une version live de Ry Ry's Song Glassjaw. Le groupe sort Easy Tiger comme deuxième single.
Le groupe sort son premier album, intitulé Smart Casual, le 26 mai 2008. L'album atteint la 29e place des charts britanniques. Il contient des ré-enregistrements de trois chansons de E-Pocalypse!. Avant cela, le single Give Me What I Want (un ré-enregistrement de la piste Me Me Me) est sorti le 19 mai 2008. Le 21 mai 2008, le groupe entame une tournée titre pour promouvoir Smart Casual, qui terminera avec un spectacle à l'Astoria 2, le 5 juin 2008. En octobre et décembre 2008, ils ont effectué une tournée européenne avec Zebrahead et Simple Plan. Le groupe devient l'un des soutiens pour le groupe Fall Out Boy sur scène de leur tournée britannique en mars 2009.
En février 2009, le site web punktastic.com publie leur clip de Dance All Night. La chanson est annoncée comme un single, qui devrait sortir en mars 2009, mais aucun détail supplémentaire n'est annoncé en avril 2009.

### Dirt(2010)
Aled Phillips poste une news pour les fans sur Facebook que le groupe travaillait sur son deuxième album à paraître à la fin de l'année. Ils vont entrer en studio pour l'enregistrer, le 1er août 2009. Le premier single est sorti le 5 octobre 2009 intitulé Young Blood (Let it Out). Leur second single, Matters at All, sera disponible sur toutes les plateformes habituelles.
Le 1er janvier 2010, le groupe révèle que le nouvel album s'intitulle Dirt et sera publié 29 mars 2010. Il se classe 27e des charts britanniques. Le 8 janvier 2010, le groupe distribue une nouvelle chanson Hunt the Haunted, qui sera inclus dans le nouvel album. Pendant les mois de février et mars, le groupe joue en tournée avec Lostprophets et Hexes. Le groupe sera en tournée en novembre au Royaume-Uni et sera en première partie de You Me at Six le 13 octobre 2010 au Trabendo (parc de la Villette) à Paris. Le groupe soutient également Stereophonics au Belsonic, un festival de musique organisé à Belfast.

### In Gold Blood(2011)
Le groupe sort un nouveau disque et un nouveau single en 2011. Leur nouveau single est passé en radio le 23 mai 2011. Leur deuxième single est ajouté sur leur site officiel pour pouvoir l'écouter pendant 48 heures.
Le 23 mai 2011, le groupe annonce le titre de leur troisième album, In Gold Blood, qui sera publié le 15 août la même année. Comme son prédécesseur, il se classe 27e des charts britanniques. Le morceau-titre Gold Blood est publié le 23 mai, et librement téléchargeable pendant quatre jours. Le 9 juillet, Kids in Glass Houses joue au Sonisphere Festival de Knebworth, jouant deux morceaux de In Gold Blood. Le groupe joue également en costume pour la première fois dans la veine Mad Max et révolutionnaire américain.

### Peaceet fin (2013–2014)
En mars 2013, Kids in Glass Houses se retrouvent en studio pour leur quatrième album, Peace. Le premier single, Drive,  est publié le 21 juillet 2013. L'album est publié le 30 septembre 2013. Le 26 février 2014, le groupe annonce sa séparation, et une tournée d'adieu qui prendra place le 5 octobre. Kids In Glass Houses joue son tout dernier concert le 31 octobre 2014 au Great Hall, de Cardiff.
Le batteur Phillip Jenkins deviendra membre de tournée pour le groupe de rock alternatif No Devotion, après le départ de l'ancien batteur, Luke Johnson. Andrew « Shay » Sheehy annonce une performance avec A au Download Festival. Iain Mahanty se mettra aux bande-son et participera à celui du film Strangers Within.

## Membres

### Derniers membres
- Aled Phillips - chant
- Joel Fisher - guitare rythmique
- Iain Mahanty - guitare, chœurs
- Andrew Shay - basse
- Philip Jenkins - batterie, percussions

### Anciens membres
- Aled Rees - guitare
- Matt Hitt - guitare
- Earl Phillips - basse
- Luke Bentley - batterie
- Dopez - guitare

## Discographie

### Albums studio
- 2008 : Smart Casual
- 2010 : Dirt
- 2011 : In Gold Blood
- 2013 : Peace

### Démos
- 2004 : The Things Bricks Say (When Your Back Is Turned)
- 2005 : Trust Issues With Magicians

### EP
- 2006 : E-Pocalypse!

### Singles
- Me Me Me - juin 2007
- Easy Tiger - mars 2008
- Give Me What I Want - mai 2008
- Saturday - août 2008
- Fisticuffs - novembre 2008
- Youngblood (Let It Out) - 5 octobre 2009
- Matters At All - 31 janvier 2010
- Undercover Lover - featuring Frankie Sandford - 14 juin 2010
- The Best Is Yet To Come
- Gold Blood
- Animals - 7 août 2011
- Drive - septembre 2013
- Peace - septembre 2013

## Vidéographie
- 2008 : Easy Tiger
- 2008 : Give Me What I Want
- 2008 : Saturday
- 2008 : Fisticuffs
- 2009 : Youngblood (Let It Out)
- 2010 : Matters At All